# Martín Cardetti
Martín Alejandro Cardetti Renaux, né le 22 octobre 1975 à Río Cuarto (Argentine), est un footballeur argentin, qui jouait au poste d'attaquant avant de devenir entraîneur.
Véritable globe-trotter du football, il a connu douze clubs différents au cours de sa carrière. Il a terminé sa carrière en 2011 au Boston River en Uruguay.

## Carrière de joueur
Martín Cardetti a commencé sa carrière à Rosario Central en 1995. Il participe alors à la victoire de son club en copa CONMEBOL.
En 1997 il rejoint le célèbre River Plate où il remporte l'Apertura et la dernière édition de la Supercopa Sudamericana.
Il part pour l'Europe en 1998 à l'UD Salamanque. Cette expérience n'est pas concluante et Cardetti repart à River dès l'année suivante. Il termine meilleur buteur du championnat en 2001. 
En 2002, il retente sa chance en Europe en signant au Paris Saint-Germain. Sous les ordres de Luis Fernandez, le numéro 9 du PSG réalise une saison honnête au cours de laquelle il inscrit 7 buts en championnat. Le plus remarqué d'entre eux est une tête lobée qu'il marque lors du classico face à Marseille (victoire 3-0). Il marque également son seul but en coupe d'Europe lors d'une confrontation face à Újpest (victoire 3-0).
La saison suivante il n'entre pas dans les plans du nouvel entraîneur Vahid Halilhodžić et il est prêté au Real Valladolid.
En 2004 il retourne en Argentine au Racing Club. Il évolue ensuite au Mexique aux Pumas UNAM. Il y dispute alors la Coupe des champions de la CONCACAF. 
Ensuite il revient encore une fois en Argentine au Gimnasia La Plata.
Il évolue ensuite quelques mois en Colombie au Deportivo Cali, puis revient encore en Argentine au Colón Santa Fe. En 2008 il signe à Quilmes où il reste deux saisons.
Martín Cardetti termine sa carrière en 2011 après une dernière expérience dans le club uruguayen de Boston River.

## Carrière d'entraîneur
Martin Cardetti commence sa carrière d'entraîneur dans la foulée à Boston River, en 2011, en duo avec Marcelo Revuelta.
Il est entre décembre 2014 et 2016 l'entraîneur du Club Sport Uruguay de Coronado, en première division du Championnat du Costa Rica de football. 
Il est depuis 2018 l'entraîneur de l'AD San Carlos.

## Statistiques
| Saison                | Club                   | Championnat           | Championnat | Championnat | Coupe nationale | Coupe nationale | Coupe de la Ligue | Coupe de la Ligue | Compétition(s) continentale(s) | Compétition(s) continentale(s) | Compétition(s) continentale(s) | Total | Total |
| Saison                | Club                   | Division              | M.          | B.          | M.              | B.              | M.                | B.                | Comp.                          | M.                             | B.                             | M.    | B.    |
| 1995-1996             | Rosario Central        | Primera División      | 22          | 5           | -               | -               | -                 | -                 | -                              | 10                             | 3                              | 32    | 8     |
| 1996-1997             | Rosario Central        | Primera División      | 29          | 13          | -               | -               | -                 | -                 | -                              | 5                              | 4                              | 34    | 17    |
| 1997-1998             | River Plate            | Primera División      | 23          | 10          | -               | -               | -                 | -                 | -                              | 8                              | 3                              | 31    | 13    |
| 1998-1999             | UD Salamanque          | Liga                  | 25          | 5           | 1               | 0               | -                 | -                 | -                              | -                              | -                              | 26    | 5     |
| 1999-2000             | River Plate            | Primera División      | 23          | 5           | -               | -               | -                 | -                 | -                              | 10                             | 5                              | 33    | 10    |
| 2000-2001             | River Plate            | Primera División      | 32          | 18          | -               | -               | -                 | -                 | -                              | 16                             | 9                              | 48    | 27    |
| 2001-2002             | River Plate            | Primera División      | 19          | 17          | -               | -               | -                 | -                 | -                              | 5                              | 4                              | 24    | 21    |
| 2002-2003             | Paris SG               | Ligue 1               | 21          | 7           | -               | -               | 1                 | 0                 | C3                             | 4                              | 1                              | 26    | 8     |
| 2003-2004             | Real Valladolid (prêt) | Liga                  | 12          | 0           | 2               | 0               | -                 | -                 | -                              | -                              | -                              | 14    | 0     |
| 2004-2005             | Racing Club            | Primera División      | 30          | 4           | -               | -               | -                 | -                 | -                              | -                              | -                              | 30    | 4     |
| 2005-2006             | Pumas UNAM             | Primera División      | 16          | 4           | -               | -               | -                 | -                 | CC                             | 2                              | 1                              | 18    | 5     |
| 2005-2006             | Gimnasia La Plata      | Primera División      | 9           | 2           | -               | -               | -                 | -                 | -                              | -                              | -                              | 9     | 2     |
| 2006-2007             | Gimnasia La Plata      | Primera División      | 5           | 2           | -               | -               | -                 | -                 | CS                             | 1                              | 0                              | 6     | 2     |
| 2007                  | Deportivo Cali         | División Mayor        | 20          | 9           | -               | -               | -                 | -                 | -                              | -                              | -                              | 20    | 9     |
| 2007-2008             | Colón Santa Fe         | Primera División      | 24          | 4           | -               | -               | -                 | -                 | -                              | -                              | -                              | 24    | 4     |
| 2008-2009             | Colón Santa Fe         | Primera División      | 4           | 0           | -               | -               | -                 | -                 | -                              | -                              | -                              | 4     | 0     |
| 2010-2011             | Boston River           | Primera-B             | 10          | 1           | -               | -               | -                 | -                 | -                              | -                              | -                              | 10    | 1     |
| Total sur la carrière | Total sur la carrière  | Total sur la carrière | 324         | 106         | 3               | 0               | 1                 | 0                 | -                              | 61                             | 30                             | 389   | 136   |

## Palmarès
- International Argentin Espoirs.
- Meilleur buteur du championnat argentin en 2001 (30 buts) avec Club Atlético River Plate.
- Vainqueur de la Copa Conmebol en 1995 avec le CA Rosario Central.
- Champion d'argentine Apertura en 1997 et 1999 et Clausura en 2000 avec Club Atlético River Plate.